# Laophontodes propinquus
Laophontodes propinquus är en kräftdjursart som beskrevs av Brady 1910. Laophontodes propinquus ingår i släktet Laophontodes och familjen Ancorabolidae. Inga underarter finns listade i Catalogue of Life.